# Olympus Has Fallen
Olympus Has Fallen (bra: Invasão à Casa Branca; prt: Assalto à Casa Branca) é um filme de ação e suspense estadunidense de 2013, dirigido por Antoine Fuqua e estrelado por Gerard Butler, Aaron Eckhart, e Morgan Freeman.
O filme retrata um ataque à Casa Branca por parte de uma guerrilha norte-coreana, e centra-se em um agente do serviço secreto que tenta detê-los. Olympus Has Fallen foi lançado em 22 de marco de 2013 pela FilmDistrict e recebeu recepção crítica mista, mas ganhou mais de $160 milhões de dolares contra um orçamento de produção de $70 milhões. Olympus Has Fallen é um dos dois filmes lançados em 2013, que trata de um ataque terrorista na Casa Branca, sendo o outro White House Down. A sequência intitulada London Has Fallen foi lançada em janeiro de 2016.

## Sinopse
Quando terroristas norte-coreanos atacam a Casa Branca e sequestram o presidente dos Estados Unidos, um ex-agente do serviço secreto é designado para resolver a situação.

## Elenco
- Gerard Butler como Mike Banning, um ex-membro do 75º Regimento Ranger e agora agente do Serviço Secreto dos EUA.[7]
- Aaron Eckhart como Presidente dos Estados Unidos Benjamin Asher[8]
- Morgan Freeman como Presidente da Câmara dos Representantes dos Estados Unidos Allan Trumbull[9]
- Angela Bassett como Lynne Jacobs, Diretora do Serviço Secreto dos EUA.[10]
- Rick Yune como Kang Yeonsak, mentor terrorista da Coreia do Norte disfarçado de assessor ministerial da Coreia do Sul.[11]
- Dylan McDermott como Dave Forbes, um ex-agente do Serviço Secreto dos EUA que agora trabalha para equipe de segurança privada do primeiro-ministro da Coreia do Sul. Mais tarde, ele trabalha para Kang Yeonsak como seu principal capanga.[12]
- Finley Jacobsen como Connor Asher, filho de Benjamin e Margaret Asher.
- Melissa Leo como Secretária de Defesa Ruth McMillan[11]
- Radha Mitchell como Leah Banning, a enfermeira, esposa de Mike.[13]
- Robert Forster como General do Exército dos EUA Edward Clegg, Chefe do Estado Maior do Exército dos Estados Unidos.[14]
- Cole Hauser como Agente Roma, membro do Serviço Secreto dos EUA.[15]
- Ashley Judd como Margaret Asher, Primeira-dama dos Estados Unidos.[14]
- Phil Austin como Vice-presidente dos Estados Unidos Charlie Rodriguez
- James Ingersoll como Almirante Nathan Hoenig, Presidente do Estado Maior Conjunto dos Estados Unidos.
- Freddy Bosche como Agente Diaz, membro do Serviço Secreto dos EUA.
- Lance Broadway como Agente O'Neil, membro do Serviço Secreto dos EUA.[16]
- Tory Kittles como Agente Jones, membro da Equipa de Segurança do Presidente.[17]
- Sean O'Bryan como Ray Monroe, Vice-Diretor da Agência Nacional de Segurança dos EUA.
- Keong Sim como Primeiro-ministro da Coreia do Sul Lee Tae-Woo
- Kevin Moon como Cho, Kang, homem de confiança.
- Malana Lea como Lim, Kang, mulher de confiança que serve como o perito técnico do grupo.[18]
- Sam Medina como Yu, Kang, homem de confiança.

## Produção
Olympus Has Fallen é dirigido por Antoine Fuqua baseado em um roteiro de Creighton Rothenberger e Katrin Benedikt em seu primeiro roteiro. A produtora Millennium Films adquiriu o roteiro em março de 2012, e Gerard Butler foi lançado no final do mês como a estrela. O resto dos personagens foram lançados ao longo de junho e julho. Em 2012, a Millennium Films competiu contra a Sony Pictures, que estava produzindo White House Down (também sobre o mesmo tema da Casa Branca) para completar elenco e começar a filmar.
As filmagens começaram em Shreveport, Louisiana, em meados de julho de 2012. Porque Olympus Has Fallen foi filmado tão longe de sua configuração atual de Washington, DC, toda a produção se baseou fortemente em cima de efeitos visuais, particularmente imagens geradas por computador. Por exemplo, os computadores criaram quase toda a seqüência de abertura, em que a primeira-dama é morta em um acidente de carro, com a tecnologia de chroma key usado para compor os atores no cenário de neve gerada por computador.
Para as cenas em que os atores foram filmados andando dentro ou fora da Casa Branca, a primeira fachada andar e entrada foram construídos, e, em seguida, computadores acrescentaram o segundo piso e teto, assim como o resto do centro paisagem do D.C. Cenas de ação, que apenas tiveram a Casa Branca no fundo foram filmados em campos abertos e, em seguida, a Casa Branca e D.C. foram adicionados na pós-produção.

## Trilha sonora
Músico e compositor orquestral Trevor Morris produziu a trilha sonora. Seus projetos anteriores incluem The Tudors e The Borgias.
Todas as músicas compostas por Trevor Morris.
| N.º | Título                                          | Duração |  |
| 1.  | "Land of the Free"                              |         |  |
| 2.  | "The Full Package / Snowy Car Talk"             |         |  |
| 3.  | "Stage Coach Crashes / Death of the First Lady" |         |  |
| 4.  | "Rocky Road Ice Cream"                          |         |  |
| 5.  | "White House: Air Attack"                       |         |  |
| 6.  | "White House: Ground Attack"                    |         |  |
| 7.  | "Olympus Has Fallen"                            |         |  |
| 8.  | "P.E.O.C. Incarceration"                        |         |  |
| 9.  | "Banning Steps Into Action"                     |         |  |
| 10. | "Triage"                                        |         |  |
| 11. | "Banning Gathers Intelligence"                  |         |  |
| 12. | "Hunting Banning"                               |         |  |
| 13. | "He’s in the Walls"                             |         |  |
| 14. | "Saving Spark Plug"                             |         |  |
| 15. | "Breaking Madame Secretary"                     |         |  |
| 16. | "How Do You Know Kang’s Name?"                  |         |  |
| 17. | "Any Regrets"                                   |         |  |
| 18. | "S.E.A.L. Helicopter Incursion"                 |         |  |
| 19. | "Walking the Plank"                             |         |  |
| 20. | "Pulling the Fleet"                             |         |  |
| 21. | "Mano e Mano"                                   |         |  |
| 22. | "Stopping Cerberus"                             |         |  |
| 23. | "Day Break / We Will Rise"                      |         |  |

## Lançamento
Olympus Has Fallen foi lançado nos Estados Unidos em 22 de março de 2013. Foi inicialmente prevista a autorização para para 5 de abril de 2013 autorização, mas mudou-se para evitar a concorrência com The Heat, que era para abrir ao mesmo tempo. FilmDistrict distribuiu o filme. O filme foi lançado em DVD e Blu-ray em 13 de agosto de 2013 nos EUA.

### A resposta da crítica
O filme recebeu críticas mistas dos críticos. Rotten Tomatoes dá ao filme uma pontuação de 47%, com base em comentários de 177 críticos dominantes, com uma média ponderada de 5.3/10 e consenso do site ser "Está longe de ser original, mas Olympus Has Fallen tem benefícios da direção tenso de Antoine Fuqua e um forte desempenho de Gerard Butler, que pode ser apenas o suficiente para os viciados em ação". Metacritic atribui ao filme uma classificação média ponderada de 41 100 com base nos comentários de trinta e uma críticos profissionais, indicando "críticas mistas ou média."
Érico Borgo, do Omelete, comentou "O filme entrega exatamente o que é esperado: o "pistoleiro solitário" escondendo-se pelos corredores enquanto elimina, um por um, seus oponentes cheios de recursos das maneiras mais variadas possíveis. E tome tiroteios competentes, explosões e frases de efeito, com o "sangue da terra" fazendo o que os burocratas são incapazes. O que surpreende mais é a violência, que não é exagerada mas não se furta em mostrar o que está efetivamente acontecendo, sem desviar a câmera. Em tempos em que a censura 13 anos - que não permite sangue - impera, tornando raro esse tipo de cena no cinema de ação, é revigorante ver algo "adulto" em um filme do gênero."
Cássio Starling Carlos, da Folha de S.Paulo, afirmou que "Depois do 11 de Setembro, ficou mais difícil saber onde termina a fantasia hollywoodiana e começa o apocalipse terrorista. Agora, "Invasão à Casa Branca" mostra transmissões de noticiários que alertam sobre uma crescente tensão militar na fronteira entre as Coreias e a iminência de um ataque nuclear. A coincidência de fatos e ficção no lançamento do filme potencializa o efeito de "Invasão à Casa Branca". O que acontece depois, porém, não vai além do puro cinema-game americano. Tirando o efeito do contexto, a máquina de ação é só mais um thriller eficiente protagonizado por um herói que salva a pátria ameaçada por um bando de malucos. O durão da vez é Mike Banning (Gerard Butler), um ex-chefe do serviço secreto afastado após viver uma situação de crise com o presidente Benjamin Asher (Aaron Eckhart)."

### Bilheteria
No final do primeiro fim de semana, o filme arrecadou $30.5 milhões de dólares, e superou as previsões dos especialistas de Hollywood em US$7 milhões. O filme recebeu uma nota A-CinemaScore.  A partir de 10 de julho de 2013 tem um total de mais de $161 milhões de dólares na bilheteria mundial, tornando-se o filme da FilmDistrict de maior bilheteria até o momento.

## Sequência
Gerard Butler, Morgan Freeman, Aaron Eckhart, Angela Bassett e Radha Mitchell retornaram para uma sequência London Has Fallen  em torno de um complô para atacar Londres, durante o funeral do primeiro-ministro britânico.